# Гилад
Гилад (рум. Ghilad) је насељено место у Румунији, у оквиру истоимене општине, чије је управно седиште. Налази се у округу Тимиш, у Банату.

## Историја
По "Румунској енциклопедији" место се помиње 1212. године. По ослобођењу Баната од Турака, 1717. године је то велики српски град, из два дела: Горњи Гилад има 100 кућа, а Доњи Гилад - 80. За време царице Марије Терезије насељавају се Немци, а од 1842. године и Мађари.
У Темишварској епархији 1764. године постојао је Гиладски протопрезвират са Гиладом и другим околним селима. Аустријски царски ревизор Ерлер је 1774. године констатовао за Гилад да се налази у Јаручком округу и Чаковачком дистрикту. Становништво је претежно влашко. Године 1797. пописано је православно свештенсто у епархији. у Гиладу је записано шест свештеника, од којих пет пароха и један ђакон, који међутим сви говоре српским и румунским језиком. Пароси су, поп Јосиф Поповић (рукоп. 1787), поп Максим Поповић (1789), поп Симеон Поповић (1796), поп Петар Поповић (1796) и поп Константин Поповић (1796), док је Петар Петков (1796) био ђакон.
Према шематизму православног клира у Угарској 1846. године Гилад је православна парохија у Чаковачком протопрезвирату. Црквено матично звање уведено је 1779-1785. године. Православни храм посвећен је Св. архистратизима Михајлу и Гаврилу. Има неколико свештеника пароха: Јован Павић, Софроније Мургуловић, Константин Димитријевић, Ћирило Опрјан и Сава Чинкул. Капелан је само 
један - поп Павле Јанковић. У месту живи 3205 православних душа. Постоји народна школа у коју иде само 36 ђака које води учитељ Траило Царан.
Почетком 20. века Гилад се налази у Чаковачком срезу, има статус српске православне парохијске филијале и у њему тада живи 48 православних Срба.
Претплатник Вукове етнографске књиге био је 1867. године месни трговац Ђурица Лазић. У Гиладу је 1882. године живео велепоседник Михајло Сабовљевић. У околини Гилада имао је посед Лападуру Александар плем. Трифунац. По његовој смрти остало је гиладској српској сиротињи 200 ф.

## Становништво
По последњем попису из 2021. у насељу живи 1.892 становника.